# La Unión (Catamarca)
La Unión es un diario publicado en la ciudad de San Fernando del Valle de Catamarca, Provincia de Catamarca, Argentina. Fue fundado por el Monseñor Dávila el 30 de agosto de 1928, inicialmente como El Porvenir.
Desde el 1° de enero de 1931, se convierte en La Unión hasta la actualidad.
Es también conocido como el primer diario de la provincia de Catamarca, con una preponderancia en todo el territorio provincial.

## Historia
El diario comenzó a publicarse el 30 de agosto de 1928, por iniciativa del entonces obispo de la Diócesis de Catamarca, Monseñor Inocencio Dávila y Matos. Fue inicialmente llamado como El Porvenir. 
Durante la dirección de Arnoldo Jesús Andrés Geoghegan se modificó el nombre del diario y pasaría a llamarse La Unión, cuyo primer ejemplar con esta nueva denominación fue publicado el 1° de enero de 1931.
A lo largo de estos años experimentó sucesivos cambios, fundamentalmente teniendo en cuenta la evolución tecnológica, que fue marcando distintas etapas. Desde la impresión en caliente, a través de la utilización del plomo, a la impresión en frío, con la aplicación del sistema offset. 
También su tamaño experimentó modificaciones, pasó de su formato original, que era el sábana al tabloide en septiembre de 1995.
Esta transformación obedeció a un exhaustivo estudio, realizado tanto en la capital como en el interior provincial, del cual se desprendía la necesidad de los lectores de contar con un formato más pequeño. 
Otro salto importante fue la incorporación del color, dotando de vistosidad a las páginas, etapa que se inició en 1999.
Esto se complementó con la modernización de su diseño, acorde con el avance de la tecnología y las exigencias de nuestros lectores.
En septiembre de 2017, fue demolida la fachada de la sede anterior del diario ubicada en la calle San Martín 671, donde comenzó a publicarse el matutino inicialmente hace 89 años. Desde ese tiempo, la nueva sede está en la calle Ayacucho 462.